# Estadi Ciutat de València
L'Estadi Ciutat de València és el camp on juga els seus partits el Llevant UE.
Està situat al carrer Sant Vicent de Paül, 44, al barri de Sant Llorenç, a València.
Té capacitat per a 25.354 espectadors i unes dimensions del terreny de joc de 107x70 metres.

## Història
Anteriorment, el Llevant UE jugava els seus partits a l'Estadi de Vallejo. El nou estadi Ciutat de València es va inaugurar el 9 de setembre de l'any 1969, essent president Antonio Román. L'estadi ha canviat de nom diverses vegades: Estadio Antonio Román, Nou Estadi i finalment Estadi Ciutat de València, com és anomenat actualment, tot i que popularment és anomenat també Orriols.
El 1997 es va produir la col·locació de seients en totes les zones de l'estadi, tal com s'exigia des de la Lliga de Futbol Professional (LFP), ja que fins aqueix any només hi havia seients en la zona de tribuna.

## Zones
Actualment a l'estadi hi ha 7 zones diferenciades pels espectadors des d'on es poden presenciar els partits.
Estes són: Llotja VIP L'Alqueria, Tribuna, Grada Central, Gol Orriols Alt, Gol Orriols Baix, Gol Alboraia Alt i Gol Alboraia Baix.

## El nou estadi

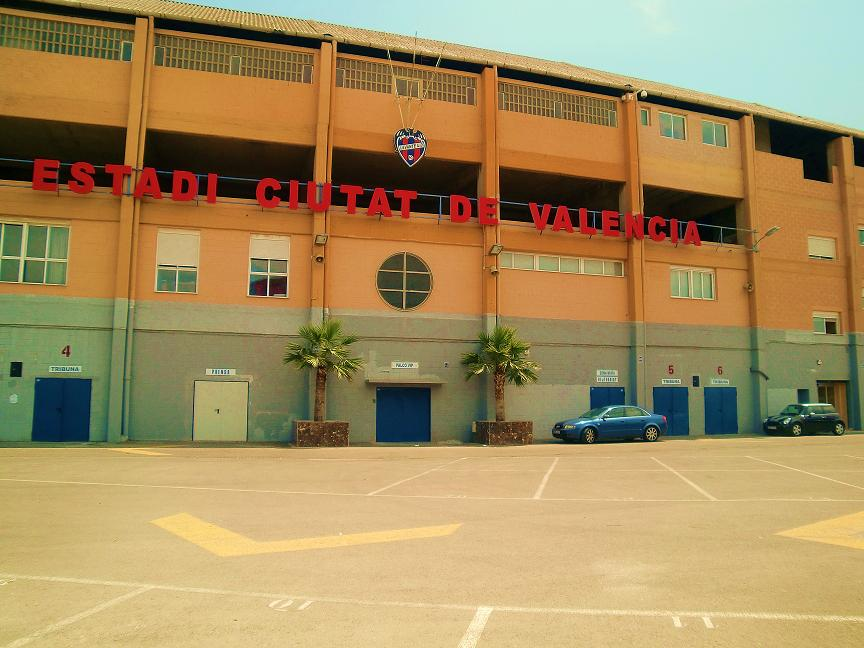
Façana principal de l'estadi Ciutat de València

El Llevant UE va presentar al ministre d'Administracions Públiques, Jordi Sevilla, un projecte d'un nou estadi de 40.000 espectadors, envoltat d'aigua, al costat de la nova dàrsena de la Copa de l'Amèrica. L'Estat, que és a qui pertany el sòl, no rebutja d'entrada la idea i emplaça al club a desenvolupar el pla per a després de la Copa de l'Amèrica, "quan es constituïsca la nova societat estatal" que gestionarà el port de València.

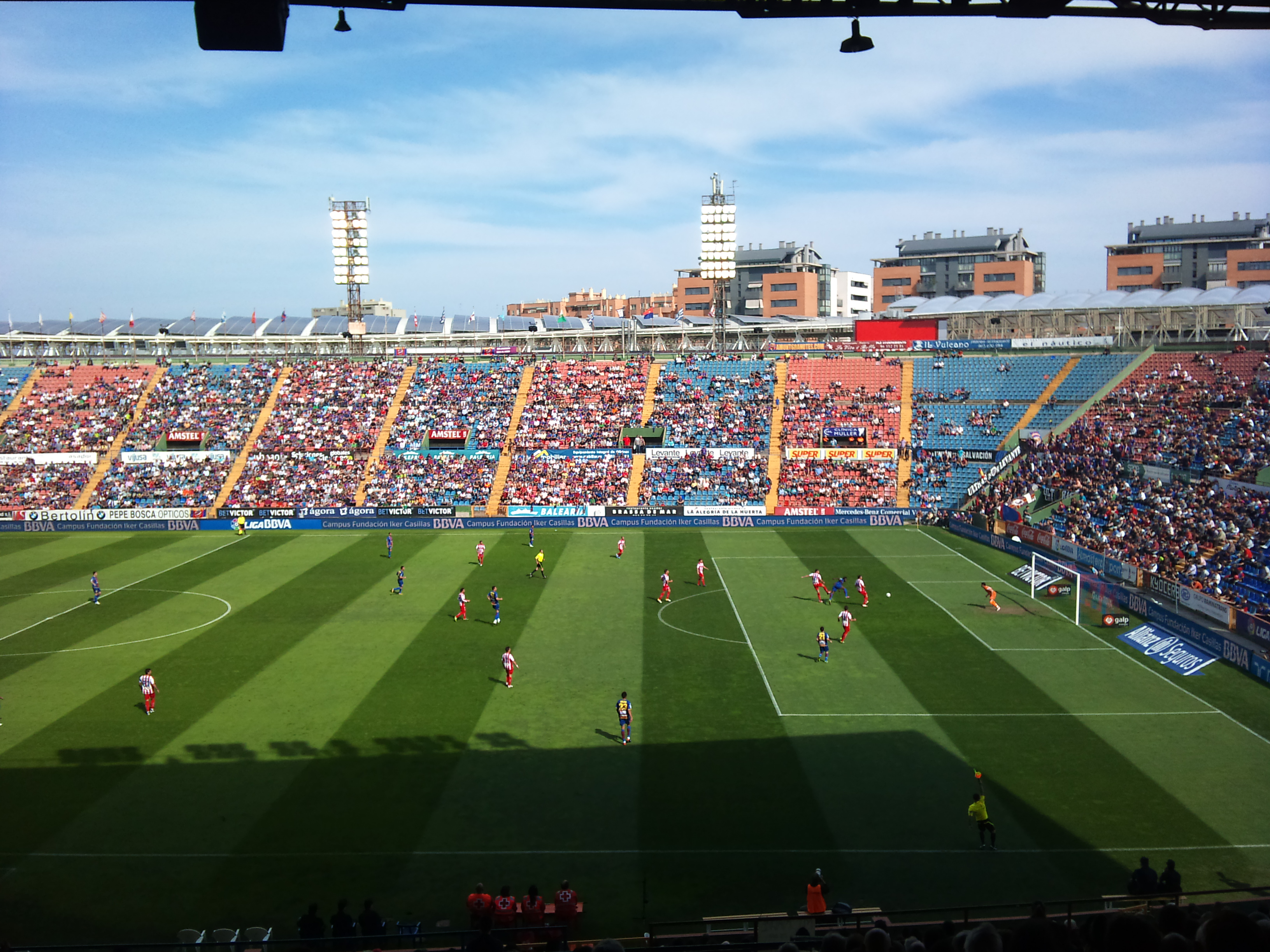
Vista parcial de l'estadi durant un encontre entre el Llevant UE i l'Sporting de Gijón l'any 2011

El nou estadi serà envoltat de mar per tres dels seus quatre costats, amb una zona d'estacionament subterrània per a 3.000 cotxes. El projecte és dirigit per Alejandro Escribano, el mateix arquitecte del Nou Mestalla. Els terrenys són ocupats actualment pel grup naval Boluda, que és disposat a traslladar les seues drassanes al port de Sagunt. El club vol una barata dels terrenys, propietat de l'Estat, per edificar el seu nou camp sense cost, contant així mateix amb el vistiplau de l'Ajuntament de València. El procés que es portaria a terme seria el següent: per la venda del seu antic estadi en Sant Llorenç (l'actual Ciutat de València) per un valor de 165 milions d'euros, que depèn de la requalificació de les instal·lacions actuals. Amb aqueixa venda es pagaria la construcció del nou estadi en el nou solar, construït sobre terreny públic. El club preveu, d'altra banda, que l'explotació comercial de l'estadi siga encarregada a l'empresa multinacional Arena que ja gestiona altres recintes.

## Esdeveniments
- El 3 de setembre de 2004 va ser seu d'un partit internacional de la selecció espanyola absoluta Espanya 1-1 Escòcia, que va ser suspés a causa d'una apagada del sistema de llum elèctrica de l'estadi per culpa de la pluja.[2]
- El 8 de setembre de 2014, un dia abans del 45é aniversari de la inauguració l'estadi, es va disputar el primer partit oficial de la selecció espanyola absoluta:Espanya 5-1 Macedònia, partit de la fase de classificació per a l'Eurocopa 2016.[3]